# Squeeze (hudební skupina)
Squeeze je anglická rocková skupina, založená v roce 1974 v Londýně. Svůj název skupina převzala z alba Squeeze americké skupiny The Velvet Underground. Nejznámější skladby této skupiny jsou „Labelled with Love“, „Black Coffee in Bed“, „Pulling Mussels (From the Shell)“ a další. V původní sestavě figuroval i pozdější televizní moderátor Jools Holland, který zde hrál na klávesové nástroje. Své první album v podobě třípísňového EP Packet of Three skupina vydala v roce 1977; první řadové album Squeeze následovalo v následujícím roce. Producentem těchto nahrávek byl velšský hudebník a člen kapely The Velvet Underground John Cale. Mezi producenty dalších nahrávek patřili vedle jiných Elvis Costello a John Wood. Skupinou prošlo přes dvacet hudebníků, roku 2017 ve skupině působili kytarista Chris Difford, zpěvák a kytarista Glenn Tilbrook, baskytaristka Yolanda Charles, perkusionista Steve Smith, klávesista Stephen Large a bubeník Simon Hanson.

## Diskografie
- Squeeze (1978)
- Cool for Cats (1979)
- Argybargy (1980)
- East Side Story (1981)
- Sweets from a Stranger (1982)
- Cosi Fan Tutti Frutti (1985)
- Babylon and On (1987)
- Frank (1989)
- Play (1991)
- Some Fantastic Place (1993)
- Ridiculous (1995)
- Domino (1998)
- Spot the Difference (2010)
- Cradle to the Grave (2015)
- The Knowledge (2017)